# Islas Hall
Las Islas Hall (en inglés: Hall Islands) son un grupo de dos grandes atolones en el estado de Chuuk, parte de los Estados Federados de Micronesia.
Murilo, el atolón del este, y Nomwin, el occidental, se encuentran a unos 9 km de distancia. Se localizan además aproximadamente a 100 km al norte de Chuuk.